# Криводіно
Криво́діно (рос. Криводино) — присілок у складі Грязовецького району Вологодської області, Росія. Входить до складу Юровського сільського поселення.

## Населення
Населення — 80 осіб (2010; 120 у 2002).
Національний склад (станом на 2002 рік):
- росіяни — 94 %